# Axinellidae
De Axinellidae (Kelksponzen) vormen een familie binnen de orde van de Axinellida. 

## Leefwijze
De kelksponzen worden tot 40 cm groot en voeden zich voornamelijk met microplankton en algen. Dit voeden gebeurt door het filteren van aangezogen water. Alleen voedseldeeltjes kleiner dan 0,01 mm worden door de poriën opgenomen.
Sponzen vormen vaak een prooi voor grotere vissen en voor verscheidene soorten naakt- en strandslakken.

## Verspreiding en leefgebied
Het zijn bladsponzen, die vooral in de zeeën van Oceanië te vinden zijn, hoewel ze sporadisch ook in de Indische en Stille Oceaan kunnen opduiken.

## Geslachten
- Auletta Schmidt, 1870
- Axinella Schmidt, 1862
- Cymbastela Hooper & Bergquist, 1992
- Dragmacidon Hallmann, 1917
- Dragmaxia Hallmann, 1916
- Ophiraphidites Carter, 1876
- Pararhaphoxya Burton, 1934
- Phakellia Bowerbank, 1862
- Phycopsis Carter, 1883
- Pipestela Alvarez, Hooper & van Soest, 2008
- Ptilocaulis Carter, 1883
- Reniochalina Lendenfeld, 1888